# Spermacoce bahamensis
Spermacoce bahamensis är en måreväxtart som först beskrevs av Nathaniel Lord Britton, och fick sitt nu gällande namn av Howard. Spermacoce bahamensis ingår i släktet Spermacoce och familjen måreväxter. Inga underarter finns listade i Catalogue of Life.